# David Rosenmann-Taub
David Rosenmann-Taub (Santiago, 3 de mayo de 1927 - 11 de julio de 2023) fue un poeta, músico y artista chileno de origen judío.

## Biografía
Hijo de emigrantes judío-polacos —Manuel Rosenmann y Dora Taub—, David Rosenmann-Taub mostró precozmente su talento para la literatura y la música, que fue alentado por su padre políglota y por su madre, una virtuosa pianista. Ella empezó a enseñarle a tocar el piano cuando David tenía dos años; a los nueve, ya daba él mismo lecciones de ese instrumento. Su maestro de composición, contrapunto y fuga fue el gran compositor chileno Pedro Humberto Allende Sarón, aunque también tuvo otros profesores como Roberto Duncker, Carlos Isamitt o Andrée Haas.
Estudió en el Colegio Europeo y, más tarde, en el Liceo de Aplicación; posteriormente ingresó en Instituto Pedagógico de la Universidad de Chile, del que se graduó como profesor de español en 1948.
Rosenmann-Taub comenzó a escribir poesía desde muy joven, y su primera obra, un largo poema titulado El adolescente, apareció en la revista literaria Caballo de Fuego en 1945. 
El mismo año en que terminó la universidad, ganó el premio del Sindicato de Escritores con el manuscrito del primer volumen de Cortejo y epinicio, que sería publicado en 1949 por la editorial Cruz del Sur y recibiría los elogios de Alone. A este primer libro le seguirán, en las tres décadas posteriores, más de diez poemarios, incluidos Los surcos inundados, galardonado con el Premio Municipal, La enredadera del júbilo, Los despojos del sol y El cielo en la fuente.
En 1975, inicia una serie de viajes, dando conferencias de poesía, música y estética por Sudamérica (en Buenos Aires conocerá a Victoria Ocampo y publicará Los despojos del sol), Europa y los Estados Unidos. Será en este país donde se establecerá definitivamente en 1985. Allí, además de seguir escribiendo poesía, graba varias composiciones para piano y compila los dibujos que ha venido haciendo a lo largo de su vida.
Su poesía siempre ha sido admirada por lectores exigentes y diversos. Armando Uribe, Premio Nacional de Literatura, lo calificó de "el poeta vivo más importante y profundo de toda la lengua castellana".
En 2000 se creala la Corda Foundation con el propósito de reunir, preservar y divulgar la obra de Rosenmann-Taub.

## Premios
- Premio Municipal de Literatura de Santiago 1952 en la categoría poesía por Los surcos inundados
- Premio de Poesía de la Universidad de Concepción 1951 por El regazo luminoso (inédito)

## Obras

### Poesía
- Cortejo y epinicio, primer volumen de su tetralogía homónima; Cruz del Sur, Santiago, 1949 (en 2013, en su 4.ª edición, saldrá con el nombre de El zócalo, que quería ponerle inicialmente, dejando el de Cortejo y epinicio para el conjunto de los cuatro libros)[9]
- Los surcos inundados, Cruz del Sur, Santiago, 1951
- El regazo luminoso, 1951 (inédito)
- La enredadera del júbilo, Cruz del Sur, Santiago, 1952
- Cuaderno de poesía, Taller Edición 99, 1962
- Ajorca de Europa, escrito entre 1976 y 1978, inédito
- Los despojos del sol: Ananda primera, Esteoeste, Buenos Aires, 1976
- El cielo en la fuente, Esteoeste, Buenos Aires, 1977 (permanecía inédito al menos desde 1975, año en que Victoria Ocampo expresa su admiración por este poemario)
- Los despojos del sol: Ananda segunda, Esteoeste, Buenos Aires, 1978
- Al rey su trono, aforismos de Nahum Kamenetzky con ilustraciones del poeta; Esteoeste, Santiago, 1983
- El mensajero (volumen II de la tetralogía Cortejo y epinicio), LOM, Santiago, 2003, ISBN 9562825949
- El cielo en la fuente / La mañana eterna, LOM, Santiago, 2004, ISBN 9562826341
- País más allá, LOM, Santiago, 2004, ISBN 9562826910
- Poesiectomía, LOM, Santiago, 2005, ISBN 9562827895
- Los despojos del sol: Anandas I y II, LOM, Santiago, 2006, ISBN 9562828107
- Auge, LOM, Santiago, 2007, ISBN 9562828875
- Quince, 15 poemas comentados por el autor, más un CD en el que los lee; LOM, Santiago, 2008, ISBN 956282974X
- La opción (volumen III de la tetralogía Cortejo y epinicio), LOM, Santiago, 2011, ISBN 9789560002280
- La noche antes, (volumen IV de la tetralogía Cortejo y epinicio), LOM, Santiago, 2013, ISBN 978-956-00-0412-3
- Cortejo y epinicio: la tetralogía, caja con los cuatro volúmenes: El zócalo (recupera el nombre que quería dar originalmente), El mensajero, La opción y La noche antes;[10][9] LOM, Santiago, 2013, ISBN 978-956-00-0419-2
- Los Surcos Inundados, LOM, Santiago, 2014, ISBN 978-956-00-0563-2
- Oó,o, Pre-Textos, España, 2015, ISBN 978-84-16453-24-5
- Trébol de Nueve, LOM, Santiago, 2016, ISBN 978-956-00-0645-5
- Alm-ería, Pre-Textos, España, 2017, ISBN 978-84-16906-37-6
- Jornadas, LOM, Santiago, 2018, ISBN 978-956-00-1034-6
- Glosa (Mandora, 2020), ISBN 978-0-9824718-2-1
- Tílimtilín (LOM, 2021), ISBN 978-956-00-1471-9

### Antologías
- Me incitó el espejo (2010), ISBN 978-84-92975-10-5
- El horizonte cruza la casa (2011), ISBN 978-607-487-350-4
- Multiverso (2012), ISBN 978-987-1474-62-2
- El duelo de la luz (2014), ISBN 978-84-15894-30-8

### Traducciones
- Quince (bengalí), 2010, ISBN 978-81-920265-0-3
- E poi, il vento (italiano), 2010, ISBN 978-88-86897-51-8
- Cortège et Épinicie (francés), 2011, ISBN 978-2-36229-020-6
- Antes que a luz trema (portugués), 2013, ISBN 978-989-643-109-9
- Il Plinto (italiano), 2017, ISBN 978-88-6087-983-7

### Obras musicales
- Dagger of Life (1994) - piano y sintetizador
- En un lugar de la sangre (1997) - piano
- Fuegos naturales, I-III (1997) - piano solo, dueto, trío y quarteto
- Sonatinas de amistad, I-IV (1997) - piano dueto
- Selecciones (2008) - piano y sintetizador
- Conversaciones (2010) - piano
- En un lugar de la Sangre (2013) - piano
- Primavera sin fin (2018) - piano, bongó y sintetizador